# Service des volontaires du musée de l'Ermitage
Le Service des volontaires du Musée de l’Ermitage de Saint-Pétersbourg propose à toute personne intéressée de s’impliquer dans le fonctionnement de cet immense musée. Ce service aide non seulement l’Ermitage dans ses activités internes et externes mais il est aussi une sorte de lien informel entre les professionnels et le public. Il vulgarise les connaissances très spécifiques des scientifiques afin qu'un plus grand nombre puisse profiter de leur riche savoir. Mais les volontaires développent aussi leurs propres projets en accord avec la mission qu’ils se sont donnée.

## Mission
La mission principale du Service des volontaires est de familiariser les jeunes générations avec le patrimoine de l’humanité. Le musée de l’Ermitage est un lieu particulièrement propice à ce type de mission au vu de ses collections internationales. Le Service souhaite en particulier transmettre aux jeunes un sentiment de responsabilité afin qu’ils comprennent la valeur d’un patrimoine et la nécessité de le conserver. Fixé sur une méthode créative, ludique et participative, le Service implique les étudiants et les écoliers dans différents projets culturels directement reliés ou non au fonctionnement de l’Ermitage. Cela permet aux nouvelles générations de découvrir, apprendre et apprécier leur héritage mais aussi de faire entendre leurs voix et de s’impliquer dans sa conservation. 

## Histoire
C’est à l’approche des célébrations du 300e anniversaire de la ville de Saint-Pétersbourg que Mikhail Kozhukhovskij a proposé à l’administration du musée de l’Ermitage, la création d’un service de volontaires pouvant aider à l’organisation de cet événement. Simultanément, il rechercha des partenaires intéressés par son projet et ayant déjà de l’expérience dans la création de centre éducatif. Ainsi juste avant l’ouverture des préparatifs pour le 300e anniversaire de la ville, l’Ermitage était déjà en mesure de choisir parmi un groupe de 150 personnes prêtes à l’aider. Le 23 mai 2003, un groupe de volontaires vêtus d’uniforme rouges investit le hall de l’Ermitage pour la première fois afin d’aider à son fonctionnement. Rapidement Mikhail Kozhukhovskij est devenu un membre à part entière du musée et a été nommé à la tête du nouveau Service des volontaires. Durant les premières années de son existence le Service créa des programmes de collaboration avec différents départements de l’Ermitage permettant aux volontaires de faire partie intégrante du personnel du musée.

## Les volontaires
L’équipe du Service des volontaires est en constant renouvellement et d’une grande diversité. Des étudiants, des personnes actives, russes, étrangers, jeunes et âgés travaillent ensemble afin d’aider au mieux l’Ermitage. Chacun donne de son temps en fonction des disponibilités et de ses capacités. La liste de volontaires est en constante évolution selon les départs et les arrivées. Mais au fil du temps il s’est formé un noyau solide de volontaires, présents depuis des années. Ils permettent un suivi des projets et créent une ambiance de travail chaleureuse. En ce moment travaillent à l'Ermitage plusieurs dizaines de volontaires venant de Russie, de Suisse, des États-Unis, d'Allemagne, de France, d'Espagne, d'Italie, ainsi que de nombreux autres pays. On trouve parmi eux des philologues, des historiens de l'art, des journalistes, des enseignants, des informaticiens mais aussi des professions très variées pas toujours en lien avec le monde de la culture. Ainsi le Service est fière de compter parmi ses membres un conducteur de bus, un spécialiste en arachnologie ou encore un danseur. Le Service accueille avec plaisir tous types de compétences, l’enthousiasme étant la seule qualité indispensable. Il est réjouissant de voir que, même après leur départ, les volontaires font tout leur possible pour conserver des liens avec l'Ermitage. Grâce à cela, le Service des volontaires possède aujourd'hui un vaste réseau de contacts à travers le monde.

## Récompenses
Le 13 novembre 2013, les associations de volontaires de Saint-Pétersbourg ainsi que les participants du concours du « volontariat efficace », organisé par le comité pour la jeunesse du gouvernement de Saint-Pétersbourg, ont été mis à l’honneur et récompensés dans l’atrium du General Staff Building. Le but du concours était de promouvoir le volontariat chez les jeunes, d’attirer l’attention des habitants, des autorités et des entreprises sur le volontariat. Il visait aussi à identifier les nouveaux projets de volontariat à mettre en place dans le domaine social. 
Des diplômes et des prix spéciaux ont été remis pour récompenser les meilleures des 150 associations de volontaires participantes.
Le service des volontaires de l’Ermitage fait partie des gagnants de la catégorie « organisation d’événements dans la ville ». Le coordinateur du service des volontaires, Mikhail Kozhukhovskiy, a reçu un diplôme et une statuette en bronze du Petit Prince. 
Depuis 2003, les volontaires du musée participent à la mise en place de projets variés, aident différents services du musée et travaillent à l’organisation d’expositions et d’événements au sein de l’Ermitage. Cette cérémonie de récompenses au sein du General Staff Building pour le forum international du volontariat était elle-même un de ces événements organisés par les volontaires. Elle fut ouverte par le gouverneur de Saint-Pétersbourg et plus de 500 volontaires du monde entier y ont assisté.

## Activités avec l’Ermitage
Les domaines d’activités du Service à l’intérieur du musée sont très divers. Les bénévoles assistent les administrateurs comme les scientifiques de l'Ermitage pour toutes sortes de tâches et de travaux. Les volontaires peuvent ainsi s’enrichir d’expériences professionnelles et humaines multiples. Voici une liste non exhaustive des activités du Service des volontaires :
- Accueil et surveillance. Recevoir et aider à l’orientation des visiteurs du musée. Vérifier leur droit d’accès aux collections et fournir toutes les informations nécessaires au bon déroulement des visites.
- Aide à la conduite de projets scientifiques. Saisie informatique des inventaires du musée, restauration, excavation archéologique, classement et gestion d’objets conservés en réserve.
- Aide à la préparation de publications diverses et à la tenue de correspondances.
- Développement de nouvelles technologies de communication. Création de design pour des projets multimédia.
- Participation à l’organisation de séminaires et conférences internationales. Travail de traduction. Enseignement de langues étrangères et organisation d’ateliers de conversations.
- Aide au transport d’objets d’arts et au déplacement des expositions.

Ainsi au fil des ans, le Service de volontaires a développé des relations spéciales avec certains départements du musée : Département d’Archéologie européenne et sibérienne, Département de recherche en sociologie, Service de la presse, Service du développement et de la communication, Service de sécurité, Maintenance informatique, Club des Amis de l’Ermitage, Bibliothèque de recherche, Service de l'éducation, etc.

## Projets

### WHY (World Heritage & Youth)
Ce projet est le projet phare du Service des volontaires. Le nom choisi : «Why », est une métaphore qui en révèle le thème essentiel : « Pourquoi est-il important pour les jeunes générations de conserver leur héritage culturel ? ». Possédant un contenu très large, il a pour but essentiel de faire prendre conscience de l’importance du patrimoine. Ainsi ce projet implique le Service dans différents programmes de sauvegarde. Il participe avec différentes associations à des conférences et tables rondes sur ce sujet. Par exemple la construction de l’« Okhta Center », un des projets les plus critiqués de la ville de Saint-Pétersbourg, a fait réagir les volontaires de l’Ermitage. Ils s’impliquent activement dans les réflexions autour de cette construction controversée et la conservation du centre historique de Saint-Pétersbourg.

### Les Universités d’été de l’Ermitage
Les Universités d’été de l’Ermitage sont le résultat concret de ce projet. Depuis 2009 le Service des volontaires les organise chaque mois de juillet grâce au soutien de la société Rosatom (Agence fédérale de l'énergie atomique russe). Des étudiants, souvent originaires de régions reculées de Russie, sont invités à participer à toute une série d’événements et d’activités dédiés au patrimoine culturel. Pour la plupart d’entre eux l’université d’été leur permet d'entrer en contact pour la première fois avec la notion de patrimoine. Le Service organise des programmes variés et adaptés à ce public novice en matière de culture mais toujours très enthousiaste. En juillet 2010, les universités d’été se sont déroulées à Saint-Pétersbourg et ont fait découvrir à de nombreux jeunes la valeur de leur héritage. En juillet 2011, cet événement aura lieu à Kaliningrad. Les jeunes sélectionnés participeront à des excursions, des tables rondes et auront l’occasion de visiter différents centres culturels.

### Projet Ropsha
Ce projet fut le premier projet monté par le Service des volontaires. Il a pour but d’attirer l’attention sur les problèmes de conservation du patrimoine architectural. La ville de Ropsha, située au sud-ouest de Saint-Pétersbourg, abrite un palais classé au patrimoine mondial de l’Unesco. Les volontaires ont pris part à la campagne de préservation visant à éviter que ce magnifique bâtiment soit détruit. Ils ont commencé cette tâche en rassemblant des informations sur l’histoire du site, créant ainsi un fonds d'archives unique. De nombreuses activités et animations éducatives furent mises en place pour sauver et redonner vie à cet ensemble. Mais le projet particulièrement suivi par le Service des volontaires fut la création du « Musée de l’Arbre de Noël » installé sur le domaine du palais. Cela permit aux enfants de comprendre l’histoire de cette tradition au caractère quasi-universel.

### Concours & Jeux: Apprendre en s’amusant
Le Service des volontaires organise chaque année plusieurs jeux et animations mettant à la portée des écoliers plusieurs aspects de leur patrimoine. Chaque concours dirige de manière ludique l’attention des enfants sur un fait culturel ou historique particulier. Par exemple en février 2009, le Service des Volontaires a mis en place un jeu La journée d’un Scythe ayant pour thème la culture Pazyryk. Tous les jeunes participants ont ainsi put découvrir en s’amusant cette riche civilisation. 
Chaque année sont aussi organisés des concours plus importants avec un véritable caractère éducatif. Ils sont aménagés en collaboration avec des centres scolaires et sont intégrés dans les programmes d’apprentissage. Différents départements de l’Ermitage participent également à leur organisation. Par exemple au début de l’hiver, le Service organise traditionnellement un concours informatique ayant pour but d’inciter les enfants à utiliser les nouvelles technologies tout en s’informant sur les peuples du passé. Mais le Service ne souhaite pas seulement toucher les jeunes générations russes puisqu’en décembre 2010, le concours Au seuil de la découverte (portant entre autres sur les anciennes cultures sibériennes) a été ouvert à tous les écoliers d’Europe. 
- La quête "Dieux. Etoiles. Planètes.", 12 avril 2017.
- La quête "Découvrez votre Europe à l'Ermitage" Kinoquest, 24 septembre - fin 2016.
- La quête "Les Légendes de l'espace", 12 avril 2016.
- La quête "Découvrez votre Europe à l'Ermitage", septembre 2015.
- La quête "Découvrez votre Europe à l'Ermitage", septembre 2013.
- La quête "Découvrez votre Europe à l'Ermitage", septembre 2012.
- Concours Neuf jours avant les calendes de septembre, octobre 2012.
- Concours Gros et petits chats, avril 2012
- Concours Dans le Garage de Nicolas II, mai 2011
- Concours Au seuil de la découverte, décembre 2010
- Concours Sur les traces des Dieux Olympiques, avril 2010
- Jeux des Volontaires, avril 2010
- Jeux des Volontaires, décembre 2009
- Jeux La journée d’un Scythe, avril 2009
- Jeux l’Âge de Glace, décembre 2008
- Jeux Évolution, décembre 2008

### Compétitions d’Infographie et d’Animation
Depuis 2005, le Service des volontaires du Musée de l’Ermitage accueille des compétitions pour les étudiants dans le domaine de l’informatique. Chaque année, le Service des volontaires du Musée de l’Ermitage développe et organise des compétitions avec le centre scolaire NMO.
Le thème des compétitions dépend des expositions et des évènements du moment prenant place au Musée de l’Ermitage. Les compétitions comprennent des programmes éducatifs spécialisés pour des participants âgés de 6 à 17 ans, une équipe de bénévoles et de professeurs d’informatique et une cérémonie officielle. Les différents types de travaux en compétition comprennent des animations, des performances multimédia et des arts infographiques. Les travaux remportant la compétition sont diffusés sur tous les moniteurs dans les différentes salles du musée.
Les compétitions organisées par le service des volontaires du musée de l’Ermitage sont les suivantes :
- L’Ermitage: Préserver l’héritage des nations, septembre - décembre 2018.
- L’Ermitage et le ballet russe, mars - mai 2018.
- L’Ermitage dans une ère de transition, octobre - décembre 2015.
- Tour de France 1717. Le grand voyage de Pierre le Grand, février - mai 2017.
- Byzance et la Russie, septembre - décembre 2016.
- Palmyre: Réanimée!, mars - mai 2015.
- Bonjour, Argentine, septembre - décembre 2015.
- La grenouille-voyageuse, avril-novembre 2015.
- La naissance de l’Ermitage, décembre 2014 - avril 2015.
- Le monde fabuleux auquel aspirons..., décembre 2012.
- Chats - petits et grands, avril 2012.
- 9 jours avant les calendes de septembre, décembre 2011.
- Le garage de Nicolas II dans le Palais d’Hiver, février 2011.
- ...Au seuil de la découverte, octobre 2010.
- Sur les traces des divinités olympiennes, avril 2010.
- Un autographe de Saint-Pétersbourg, mai 2009.
- Multicat 2009, mars 2009.
- Le réveillon de la Saint-Sylvestre, décembre 2007.
- History of the Christmas Tree, décembre 2005.
- L’histoire du sapin de Noël, décembre 2005.

## Liens
- Site Officiel
- Musée de l'Ermitage
- Projet WHY
- Le Rosatom et le Service des volontaires